# Dedham Old River
Der Dedham Old River ist ein Nebenarm des River Stour in Essex, England. Er zweigt östlich von Dedham vom River Stour ab und verläuft in südlicher Richtung. Am Judas Gap weitet sich der Arm um nördlich von Manningtree mit dem Hauptarm den Mündungstrichter des River Stour zu bilden.